# Robin Hood
Robin Hood (nei manoscritti più antichi compare come "Robyn Hode") è un eroe popolare del Regno Unito, che ha ispirato alcune opere della letteratura britannica.
È un personaggio metà storico e metà leggendario, probabilmente frutto della fusione del personaggio realmente esistito, bandito o nobile sassone decaduto, con le preesistenti leggende di un dio della foresta. Nella versione moderna della leggenda lo si immagina come un generoso giustiziere abilissimo nell'uso dell'arco, che rubava ai ricchi per dare ai poveri e che restituiva ai cittadini le ingenti tasse raccolte dallo Sceriffo di Nottingham.
Nella cultura popolare i racconti di Robin Hood e della sua banda sono solitamente associati con l'area della foresta di Sherwood e la Contea di Nottingham, malgrado la maggior parte degli storici lo indichino come originario dello Yorkshire. Il suo luogo di nascita storico pare fosse Loxley nello Yorkshire meridionale, mentre una tomba col suo nome si trova al priorato di Kirklees nello Yorkshire occidentale. Altri invece indicano come paese d'origine Wakefield, sempre nello Yorkshire. Anche sulle date di nascita e morte esistono teorie contrastanti: ad esempio c'è chi colloca la sua nascita tra il 1285 e il 1295, in contrasto con altri che sostengono sia morto nel 1247 circa.

## Panorama religioso e leggendario

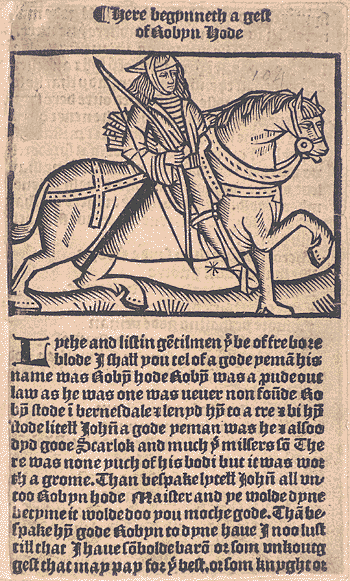
Pagina di manoscritto del XVI secolo intitolato A Gest of Robyn Hode conservata alla National Library of Scotland.

Nella sua versione più conosciuta, l'epopea di Robin Hood si dipana sulla figura di un nobile, abilissimo arciere, devoto e fedele al legittimo sovrano d'Inghilterra, Riccardo Cuor di Leone, il cui trono viene usurpato dal fratello, Giovanni Senzaterra. La fedeltà professata nei confronti del monarca destituito sarebbe costata al protagonista sia il titolo di cavaliere che le terre spettanti a questo titolo nobiliare. Il nobile decaduto si sarebbe quindi ritirato in una foresta dove, unitamente ad una banda di fuorilegge, avrebbe condotto una forma di guerriglia contro l'autorità costituita ed una continua attività predatoria a danno dei ricchi e a favore dei poveri, giungendo alla fine a spodestare il tiranno usurpatore.
Le origini della leggenda sono particolarmente oscure ed i più antichi riferimenti sono piuttosto confusi. Documenti storico - giuridici quali "Robin Hood fuggitivo (fuorilegge)" una pergamena del 1225 della Corte d'assise dello Yorkshire ed "Il Conte Robin di Huntingdon", testamento datato al 1248 non sono risolutivi ai fini dell'univoca identificazione storica di Robin Hood.
La prima testimonianza circa l'esistenza di una figura di tale nome è del 1377, laddove, nel poema dal titolo "Piers Plowman", il chierico londinese William Langland scrive: «Non conosco bene le Preghiere di Nostro Signore, ma conosco le ballate di Robin Hood», il che testimonia che la figura del brigante era già in voga al tempo. D'un trentennio posteriore è la seconda citazione. In un manoscritto risalente al 1410 e conservato nella cattedrale di Lincoln compare l'asserzione «Robin Hood in Sherwood stood», un modo di dire diffuso all'epoca per sottolineare un qualcosa di ovvio ("Robin Hood si trovava a Sherwood").
Del 1510 è il primo racconto completo tuttora esistente intitolato "Le gesta di Robin Hood". In esso, si trova che Robin Hood nacque nel 1160 a Lockersley (molto probabilmente l'odierna Loxley) nel South Yorkshire e che combatté nelle Crociate al fianco di Re Riccardo Cuor di Leone prima di tornare in Inghilterra per trovare le sue terre sequestrate dal malvagio sceriffo di Nottingham. Vi si legge, inoltre, che, oltre ad essere un esperto arciere, fosse anche un ottimo spadaccino ed un provetto lanciatore di giavellotto.
La saga ha assunto diverse varianti attraverso i secoli, allontanandosi sempre di più dalla verità del contesto storico in cui visse la figura umana su cui venne realizzata l'epopea a tutto vantaggio del folklore. Indubbiamente, la leggenda di un ribelle che combatte per una giusta causa, ovvero avversare i soprusi ai danni della gente comune da parte delle corrotte autorità, la proverbiale generosità verso i meno abbienti, l'assenza totale di forme di violenza nel rapinare i potenti, il patriottismo indiscutibile nel sostenere la causa del legittimo sovrano, Riccardo Cuor di Leone, impegnato in Terra santa, nelle Crociate contro l'usurpatore Giovanni Senzaterra risulta da sempre molto amata dalla gente comune, seppure nessuno - oggigiorno - creda ciecamente alla sua storia come è stata tramandata di generazione in generazione.
Risulta, pertanto, assai arduo riuscire a discernere il mito dalla realtà dei fatti. È persino difficoltoso comprendere se effettivamente esista un fondo stesso di verità storica alla base del personaggio di Robin Hood in quanto il mito di questa sorta di "ladro gentiluomo" si è tramandato attraverso le cronache dell'epoca, arricchendosi via via di dettagli leggendari e di personaggi di contorno numerosi. Addirittura, nel corso del XX secolo, il cinema ha contribuito ad arricchire la leggenda di Robin Hood, con nuovi personaggi e nuove situazioni, esattamente come precedentemente avevano fatto le versioni orali e stampate.

L'epoca in cui si collocano le vicende di Robin Hood si dipana tra la data della morte di re Enrico II (1189) e gli inizi del regno di re Edoardo III. La saga di Robin Hood si colloca a cavallo dei secoli XII e XIII, in quanto viene fatta risalire al regno di re Giovanni d'Inghilterra, nato nel 1166 e regnante tra il 1199 ed il 1216, un'epoca di continui conflitti finanziati con tasse esorbitanti che condussero alla rivolta dei baroni contro il sovrano ed alla coercitiva firma da parte di questi, il 15 giugno 1215, della Magna Charta Libertatum, un documento che limitava parecchio l'assolutismo regio a favore dei nobili (baroni), primo passo sulla strada che - tra il 1600 ed il 1700 - avrebbe condotto al tramonto dell'antico sistema societario feudale. Alcuni storici vedono in Robin Hood e nei suoi adepti proprio i baroni ribelli all'autorità regia.

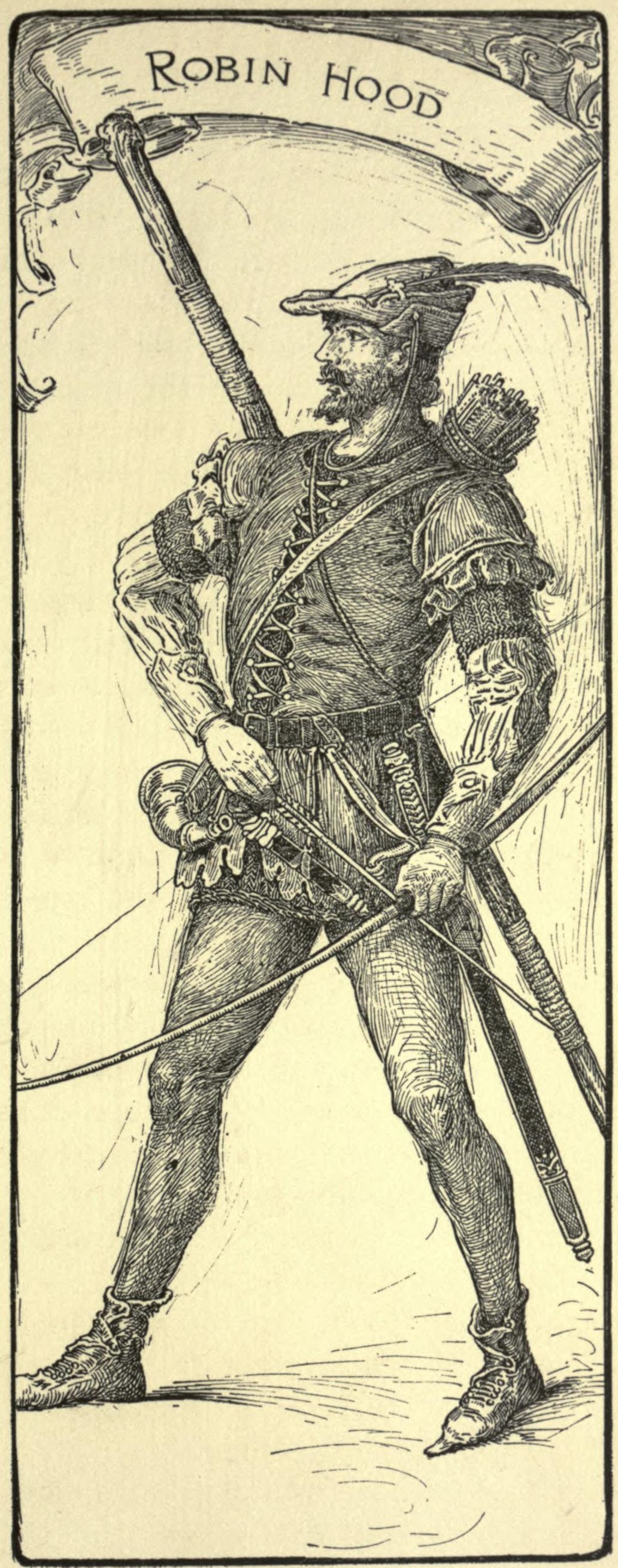
Illustrazione di Louis Rhead, per il suo romanzo Bold Robin Hood and His Outlaw Band: Their Famous Exploits in Sherwood Forest (1912). Nell'iconografia classica Robin Hood è ritratto con un vestito verde o marrone, con calzamaglia e berretto, spesso con il pizzetto.

Va anche considerato che il nome "Robert", da cui il derivato "Robin", è da sempre molto in voga, mentre il cognome "Hood" e le sue varianti ("Hod" ed "Hode") era anch'esso molto comune all'epoca in quanto, con ogni probabilità, identificava un antico copricapo. Ed è anche possibile e probabile che il sostantivo "Hood" possa essere una storpiatura di "Wood" ovvero "bosco", in quanto i due sostantivi possiedono all'incirca le medesima pronuncia.
In questo contesto di omonimie e di omofonie, non sorprende l'estrema difficoltà di rinvenire il vero personaggio realmente esistito da parte degli storici. Tanto più che le prime ballate giunte a noi non citano le origini del personaggio, né il contesto storico di sottofondo, tanto meno spiegano i motivi alla base della sua decisione di divenire un fuorilegge. Esse dicono soltanto che era un furfante che operava tra Sherwood e Barnsdale. Indubbiamente, l'elevata imposizione fiscale che caratterizzò il regno di Giovanni Senza Terra costrinse alla miseria (ed al brigantaggio) molte persone, tanto più che l'impopolare legge da lui varata, la "Legge della Foresta" accordava alla corte reale un accesso esclusivo alle vaste distese di territori di caccia e di legname da ardere e prevedeva punizioni spietate per i contravventori.
Infine, parecchi predoni, tra il XII ed il XIV secolo adottarono a bella posta il soprannome di "Robin Hood", il che complica ulteriormente la vicenda, dal momento che risulta così accertato che la saga già a quel tempo abbia goduto di grande popolarità.
Incontrovertibile è pure un'altra questione, ovvero che tutte le ballate, anche le più antiche, sono scritte in inglese, quindi risalgono inevitabilmente tutte ad un'epoca successiva all'anno in cui il parlamento inglese decretò la nascita della lingua nazionale al posto del francese imposto dai Normanni conquistatori, nel 1066.
Nemmeno scontata è l'ambientazione che fa da sfondo alle imprese dell'eroe e - tanto meno - ai nobili motivi che lo inducono a rapinare i ricchi per dividere e distribuire il denaro ai poveri. Quasi certamente, infatti, egli non operava nella Foresta di Sherwood poiché nel Medioevo l'estensione boschiva era sì maggiore dell'attuale, ma non consentiva ugualmente un riparo sicuro da una capillare ricerca da parte delle autorità e certamente non era la secolare quercia nota come "Major Oak" quella sotto le cui fronde si radunava la banda di predatori, dal momento che le analisi la datano vecchia di otto secoli, per cui, al tempo delle imprese di Robin Hood, essa non era altro che un esile fuscello.
Da ultimo rimane il mistero della sua morte. Secondo la leggenda più diffusa egli morì a causa di un agguato teso dalle autorità, reso possibile dal tradimento di un suo congiunto presso l'antica canonica di Kirklees. Robin moribondo, nell'atto di passare il testimone a Little John, lo pregò di seppellirlo laddove si sarebbe conficcata nel terreno l'ultima freccia scoccata dal proprio arco. A 550 metri dalla finestra della sua presunta camera mortuaria esiste un'antica tomba, la cui lapide reca incisa che essa sorge nel punto esatto in cui la freccia scoccata impattò il terreno e riporta la data di morte dell'eroe, ovvero il 21 dicembre 1247. La tomba risulta però essere della seconda metà del Settecento e - per di più - trattasi d'un cenotafio, in quanto in quel luogo non si sono esumati resti umani.

## La possibile storicità del personaggio
Molti personaggi potrebbero aver originato il mito di Robin Hood, a causa della somiglianza dei nomi e per aver vissuto in un'epoca all'incirca coincidente con quella del personaggio letterario. Secondo la teoria di J. W. Walker, il personaggio si deve identificare in Robert Hood, nato a Wakefield (figlio di un guardaboschi di nome Adam Hood) che sposò tale Matilda e che, grazie alla sua opposizione al clero, venne identificato col patrono delle feste agricole pagane. Alcuni personaggi indubbiamente storici potrebbero esser ricollegati all'epopea di Robin Hood, e tra questi si citano: Sir Robert Fitz Ooth conte di Huntingdon (1160 - 1247), Robert de Kyme (1210 - 1285, condannato come fuorilegge e in seguito amnistiato), Robert Hood (1290 - 1347), Robert Foliot (1110 - 1165) e un grassatore nuovamente noto come "Robert Hod", sulla cui testa venne posta una ragguardevole (all'epoca) taglia di 32 scellini e 6 pence nel 1226.
Un articolo del 2020, apparso sulla rivista specializzata Historia suggerisce l’ipotesi, ripresa dagli storici Graham Phillips e Martin Keatman secondo la quale la figura di Robin Hood sia in realtà – come nel caso di Re Artù – un mosaico composto da una verità storica, cui partecipano più persone, ammantato di leggenda.
Joseph Hunter, verso la metà del 1800, cita un valletto del re inglese Edoardo II, tal Robyn Hode, stanco della vita di corte, fece ritorno alla foresta nel 1324. Nelle ballate più antiche, ed in particolare ne “Le Gesta di Robin Hood”, Robin Hood si rifugiò nella foresta al momento dell'usurpazione del trono di Riccardo Cuor di Leone da parte del fratello Giovanni Senzaterra. L'unico aspetto che non coincide con la figura letteraria è che il summenzionato valletto non risulta citato quale brigante.
Una parte delle qualità attribuite al fuorilegge leggendario sono identificabili in un contadino proscritto della foresta di Barnsdale, braccato intorno al 1225. Costui era un soldato dell'esercito del conte di Lancaster ed aveva nome Robert Hood di Wakefield finì per riconciliarsi col sovrano Edoardo II, proprio nel 1324. Non è noto se egli corrisponda anche al valletto che si stancò della vita di corte per rifugiarsi di nuovo nella foresta a mo’ di novello Arminio. Invece, con ogni probabilità, è proprio questo il candidato identificabile con la persona difesa da Fulk III FitzWarin, uno dei baroni che si ribellarono al re Giovanni d’Inghilterra tra il 1200 ed il 1215. Lo stesso Fulk III FitzWarin assurse a ruolo d’eroe leggendario a partire dal 1325, sebbene - almeno per lui- abbiamo certe testimonianze di esistenza storica.
Di nuovo, un registro giudiziario della contea dello Yorkshire dà testimonianza circa l'esproprio dei beni a carico di un certo Robert Hod, descritto come “fugitivus”, quindi un bandito, avvenuto nel 1226.
Analogo provvedimento, subì nel 1262, un tal William Robehod (da notare l'assonanza del cognome della persona con il sostantivo di lingua inglese “robber”, ovvero “rapinatore”), citato nella cronaca giudiziria della contea del Berkshire. Sicuramente si tratta della stessa persona alla quale un documento dell'anno prima si riferisce come «William, figlio di Robert le Fevere», definendolo membro di una banda di proscritti bracconieri.
Una volta di più, un secolo dopo, nel 1354, le cronache della contea del Northamptonshire menzionano un certo Robin Hood in qualità di “captivus”, quindi un carcerato, in prigione in attesa di processo per dei non precisati crimini commessi nella foresta di Rockingham.
Altri Robert Hood (o Robert Hod) erano comunque viventi all'epoca. Il primo era tal Robert Hod di Cirencester, un servo che viveva nella tenuta di un abate nel Gloucestershire, il quale, dopo aver depredato una carovana, assassinando un dignitario in viaggio, fuggì nella brughiera assieme ai complici e fu bollato come "bandito" da parte di un ministro di re Giovanni, Gerard Athee. Esistevano inoltre altri quattro banditi omonimi nel 1256 ai tempi di re Enrico III successore di Giovanni, tutti rapinatori di carovane e uno di essi addirittura esperto di furto con scasso in un'abbazia dello Yorkshire. Infine, altri due Robert Hod operavano all'epoca, il primo in qualità d'arciere nella guarnigione a presidio dell'isola di Wight, mentre il secondo venne imprigionato nel 1354 perché sorpreso a cacciare di frodo nelle tenute reali.
In base ad una delle più recenti teorie, sostenuta tra gli altri dallo storico David Baldwin, il Robin Hood storico, che visse tra il 1190 ed il 1270 e che morì al termine della Seconda Guerra dei Baroni, tra il 1264 ed il 1268, capitanati dal condottiero Simon de Montfort, era un bandito da strada per nulla galantuomo, la cui vera identità coinciderebbe con la figura, realmente e storicamente esistita di un fattore del XIII secolo, rovinato dalla congiuntura economica e costretto a divenire un predone reo di azioni anche violente, tal Roger Godberg, le scorrerie della cui banda avvenivano nella contea di Nottinghamshire e nelle contee limitrofe, a carico ovviamente di personaggi facoltosi ed influenti.
Un altro candidato a vestire i panni di Robin Hood, è William of Kens, che tra il 1200 ed il 1230 guidava la guerriglia pro-inglese nei territori da poco conquistati alla Francia, la Normandia e la Bretagna.
Nel 1296 compare per la prima volta il cognome “Robynhod” nella contea del Sussex. Qui gli annali locali attestano di un uomo chiamato Gilbert Robynhod. Ma è indubbio che un minimo comune denominatore sia il cognome “Robin Hood”, nelle sue varianti locali, presente in molti criminali, quasi fosse un soprannome atto ad identificare i fuorilegge nell'Inghilterra medioevale.
Ed, in effetti, che si possa trattare di un soprannome tipico dei criminali – per lo più grassatori -, usato in epoche e luoghi distinti della Gran Bretagna, è suggerito dal fatto che, in varie località, ma soprattutto nei dintorni di Barnsdale, la foresta dov’erano inizialmente ambientate le avventure di Robin Hood, e circondari limitrofi, compaiano toponimi quali “Robin Hood’s Cave” (la “Grotta di Robin Hood” ), “Robin Hood’s Field” (il “Campo di Robin Hood”) , “Robin Hood’s Fog” (la “Nebbia di Robin Hood”) e “Robin Hood’s Cross” (la “Croce di Robin Hood”).
Che sia esistito un Robin Hood reale o meno, è altresì significativo in questo senso un episodio avvenuto nel 1441, quando un gruppo di proprietari rurali di South Acre nella contea di Norfolk, ridotti sul lastrico, bloccò la strada gridando: «Siamo uomini di Robin Hood, guerra, guerra, guerra!», minacciando di uccidere un magistrato.

### Ipotesi alternative

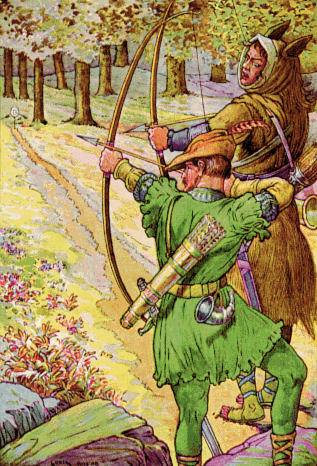
Robin contro sir Guy - illustrazione di Louis Rhead (1912).

Alcuni studiosi sostengono che la figura di Robin Hood derivi da preesistenti miti celtici. Margaret Murray lo ricollega ad un nume dei boschi, caratterizzato da corna di cervo, venerato in particolare nella feste di May Day, il cui culto risalirebbe alla Preistoria. Il Cristianesimo, identificandolo con Satana, avrebbe cercato di cancellare questo culto, pur non riuscendoci del tutto.
Secondo Robert Graves, che riprende le teorie della Murray, Robin non è il diminutivo di Robert, ma probabilmente nome pre-teutonico, che significa ariete, come l'ariete (robinet) che orna i rubinetti delle fontane pubbliche. Robin Hood sarebbe da identificarsi con Robin Goodfellow, Buondiavolo (divinità boschiva in seguito ridotta a semplice folletto, reso famoso secoli dopo da William Shakespeare nel Sogno di una notte di mezza estate), che come ariete-diavolo è rappresentato in diverse illustrazioni di almanacchi. Graves inoltre lo accosta non solo alla festa di May Day, ma anche a quella di Yule: Hood (o anche Hud) significa infatti "ceppo", "ciocco", che ha un ruolo centrale in tale rituale gaelico.
Da questo punto di vista Robin è dunque il dio dell'anno nuovo, che lotta e vince contro il Vecchio Inverno. Ogni anno si celebrava il rito dell'uccisione del Re dell'anno vecchio, il "Re del Malgoverno", con pantomime nelle quali i vari personaggi venivano rappresentati da improvvisati attori, come si può ancora vedere in qualche presepe vivente: Robin inseguiva il Re Vecchio e lo impiccava alla quercia (la stessa da cui si tagliava il ceppo), dopodiché un monaco rinnegato di nome Fra Tuck, ne celebrava le nozze con Marian (Merry Mad Marian, l'allegra pazza Marian): secondo Graves questa figura è da ricollegare a quella della Grande Madre - nonché alla sirena (mermaid), ad Afrodite e alla Madonna.
Graves si spinge inoltre ad ipotizzare che durante le orge, non confermate, del May Day siano nati i cognomi inglesi più diffusi: Johnson, Jackson e Jenkinson sarebbero i figli procreati da chi impersonava Little John (o Jenkin); Robson, Robinson, Hood, Hodson e Hudson i figli di Robin Hood; mentre Prince, Lord e King i nati da chi impersonava il "Re del Malgoverno"; eccetera.
Graves non rifiuta del tutto la teoria secondo cui Robin Hood sia realmente esistito, ma sostiene che la figura del personaggio storico si sia fusa con quella religioso-mitologica.
La leggenda di Robin Hood sembra inoltre inserirsi in un vero ciclo medievale detto "Ciclo della foresta". Esso ha la sua verosimile radice nell'oralità anglosassone e narra d'eroi, non appartenenti all'alta nobiltà, in lotta contro un invasore deciso a scacciarli dalle loro terre e privarli di ogni diritto (il primo esempio di tale ciclo si ha nella storia del fuorilegge inglese Ervardo, più conosciuto come Hereward the Wake).
Il mito di Robin Hood è stato analizzato molto approfonditamente dallo studioso inglese Ben Biggs che pone anche un interessante paragone tra la sua figura semileggendaria con quella - altrettanto semileggendaria - di Re Artù, due miti molto noti ed in voga, che vedono protagonisti due personaggi presentanti parecchie affinità.

## I personaggi dell'epopea di Robin Hood depongono a favore della non storicità del personaggio

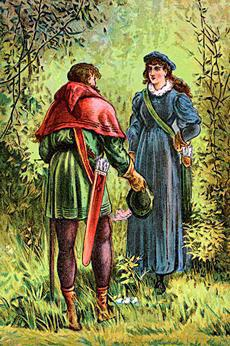
Robin Hood e Lady Marian.

Già nel XIX secolo uno studioso, dopo aver preso in esame oltre trecento ballate inglesi, giunse alla conclusione finale che la figura dell'eroe inglese fosse frutto della fantasia dei giullari di corte. Mentre ancora oggi non mancano quelli per cui il personaggio Hood coinciderebbe con l'elfo tedesco Ilodekin o con Puck, simpatico folletto reso celebre dalla nota commedia Sogno di una notte di mezza estate di William Shakespeare. Ad avvalorare la tesi del mito e non della storicità del personaggio, possono concorrere i personaggi che costituiscono la banda che accompagna Robin Hood nelle sue avventure. Benché i personaggi più noti della saga siano apparsi nelle ballate popolari solo molti secoli dopo il contratto storico che fa da cornice alla saga di Robin Hood, in verità solo alcuni di essi, molto pochi, possono esser sicuramente identificati in qualità di persone contemporanee all'epoca storica in cui si svolsero i fatti tramandati. Nella fattispecie:
- Lady Marian apparve sulla scena molto tardi, circa nel XVI secolo, derivando - con ogni probabilità - il suo nome e la sua figura da un personaggio effettivamente vissuto nel secolo precedente (il XV). La versione alternativa, ed egualmente degna di fede, la vede come derivata dalla folkloristica "Lady del Primo Giorno di Primavera", altrimenti nota come "Lady del Primo Maggio". Nel Medioevo, il Capodanno si celebrava usualmente nella prima settimana di Marzo, ragion per cui, slittava ai primi di Maggio l'inizio della Primavera[11]. Questa festività popolare era una tradizione annuale all'epoca, e ci vollero parecchi secoli prima che essa fosse personificata da un menestrello. Era inevitabile che facesse la sua comparsa affiancando Robin Hood. La crescente popolarità di Robin Hood deriva soprattutto da tre drammi teatrali noti, appunto, per esser stati redatti in occasione di tale festività. Lady Marian fa la sua comparsa nei drammi "Robin Hood ed il vasaio", "Robin Hood ed il frate", "Robin Hood e lo sceriffo".
- Lo Sceriffo di Nottingham sicuramente appare già nelle saghe più antiche come l'acerrimo nemico di Robin Hood, con la nota aureola negativa di tracotante, prepotente e stolto esecutore delle leggi, giuste o sbagliate che siano. Lo si descrive di solito come infido, seppur coraggioso e come un eccellente spadaccino.
- Little John è uno dei primi adepti reclutati da Robin Hood ed è sempre nominato nei testi delle ballate più antiche. Come Robin Hood è un eccellente arciere, così Little John è un imbattibile spadaccino che, in diverse occasioni, riesce a trarre Robin Hood d'impaccio e qualche volta persino a salvargli la vita[11].
- Anche Will Scarlet è un compagno della prima ora di Robin Hood, seppure ci sia stata molta confusione a proposito della sua figura. È il più giovane della banda ed amava vestire abiti finemente confezionati. Ciononostante, non si tirava mai indietro nei duelli, dove eccelleva con la spada, superiore per abilità in questo anche a Robin Hood. Spesso il suo nome veniva storpiato, tanto che una versione della ballata riporta il personaggio sdoppiato, uno col corretto cognome "Scarlet", l'altro col cognome "Scarlock".
- Much figlio di Miller è un personaggio sfuggente e citato solo nelle ballate più antiche come "Midge". Cacciatore di frodo sorpreso dallo sceriffo intento al bracconaggio in un suo podere, sfugge alla pena capitale prevista dalla legislazione del tempo e finisce per unirsi alla banda di fuorilegge di Robin Hood.
- Frate Tuck (Fra Tuck), frate che frequenta sia le canoniche sia le taverne, è descritto come astuto, spesso ubriaco, e generoso. Non è citato nelle prime ballate, ma soltanto a partire dalle composizioni del XV secolo. Si ritiene che la sua figura sia stata ispirata da un certo Robert Stafford, abitante del Sussex del XV secolo, per l'appunto.
- Nasir il Saraceno non compare in alcuna opera scritta, in quanto è un personaggio inventato che ha fatto la sua comparsa nella serie televisiva "Robin di Sherwood".
- Azeem il maomettano è anch'esso un personaggio inventato presente unicamente nel film "Robin Hood - Principe dei ladri" del 1991.
- Alan-a-Dale è un personaggio che compare soltanto sul finire del Cinquecento, è un menestrello che è sempre al fianco di Robin Hood.
- Will Stutely è un personaggio che compare in un paio di ballate d'epoca elisabettiana. Alcuni autori pensano possa trattarsi del summenzionato Will Scarlet.
- David of Doncaster è un personaggio che compare in un'unica novella e che - in modo molto assennato - fiuta una trappola, ordita dallo Sceriffo di Nottingham, di cui sta per divenire vittima Robin Hood.
- Arthur a Bland è anch'egli un personaggio che compare in un'unica novella e che si unisce a Robin Hood dopo averlo sconfitto in un duello.

## Gli inizi letterari

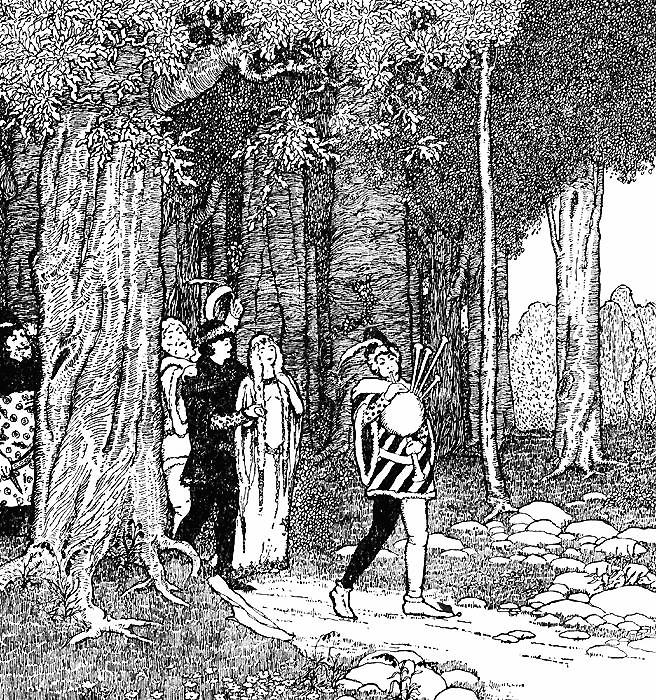
Charles H. Sylvester, Journeys Through Bookland; scena da Robin Hood.

Verso la metà del XIV secolo la peste dilaga in Europa, in Asia ed in Africa, dove dimezza le popolazioni. L'Inghilterra, che dal 1337 si trova coinvolta in un interminabile conflitto contro la Francia (la guerra dei cent'anni), soffre lo svuotamento di città e campagne ed in pochi anni la popolazione dell'isola si riduce a meno della metà dell'originaria, con conseguenti carestia e fame, rivolte contadine contro le tasse, i privilegi nobiliari e la corruzione del clero. Proprio questo clima di totale instabilità crea l'humus in cui cominciano a circolare sempre più velocemente voci sulle gesta di un leggendario individuo che si fa beffe delle autorità statali, si prende gioco delle regole civili e deruba chiunque si trovi ad attraversare la contea di Nottingham e, in particolare, la foresta di Sherwood.
La sua prima apparizione in un manoscritto è nel Piers Plowman di William Langland (1377) dove Sloth, il prete, dice

"I ken [know] rimes of Robin Hood". In italiano: "Conosco versi su Robin Hood".
Successivamente appare nella Scottish Chronicle di Wynton (circa 1420) dove troviamo, indicata all'anno 1283:

"Lytil John and Robyne Hude Wayth-men ware commendyd gude: In Yngil-wode and Barnysdale Thai oysyd all this tyme thare trawale". ("Little John and Robin Hood robber who were praised good: In Inglewood and Barnsdale They used to do this as their labour". In italiano: "Little John e Robin Hood rapinano predoni che erano ben elogiati: Ad Ingelwood ed a Barnsdale essi di solito si comportavano in tal modo come propria attività").
Nel 1439, venne presentata al Parlamento inglese una petizione contro un certo Piers Venables di Aston, nel Derbyshire

"che non avendo beni e mezzi di sussistenza, organizzò disordini e si rifugiò nelle foreste, come fecero Robyn Hude e i suoi."
Questo fu il primo ritratto di Robin Hood in veste di antieroe, che si sarebbe poi riproposto nel XVII secolo, quando Guy Fawkes e i suoi vennero descritti come dei "Robin Hood" da Robert Cecil.
La prima menzione storica di Robin Hood si trova in un passaggio dello "Scottish Chronicon", scritto parzialmente da John Fordun tra il 1377 e il 1384 e parzialmente dal suo allievo Wlater Bower, più o meno nel 1450, che integrò e modificò il lavoro del suo maestro. Qui si trova il passaggio:

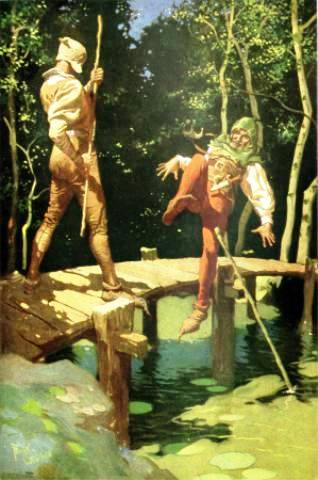
Illustrazione di Frank Godwin per il romanzo illustrato Robin Hood di Henry Gilbert, primi del Novecento

"in quel periodo, tra coloro che erano stati privati dei loro possedimenti si sollevò il celebre bandito Robin Hood, (con Little John e i loro compagni) le cui gesta il volgo si delizia di celebrare in commedie e tragedie, mentre le ballate sulle sue avventure cantate da giullari e menestrelli sono preferite a tutte le altre".
Fin qui le citazioni letterarie non attestano alcunché circa la reale esistenza del leggendario grassatore. Le uniche testimonianze sulla sua esistenza sono alcuni manoscritti che circolavano in Inghilterra già intorno al XIV-XV secolo. Degna di nota è l'apparizione, nel 1492, di un poema anonimo, "Le gesta di Robin Hood", che, in base all'analisi linguistica, risalirebbe all'anno 1400: la storia narrata in questo testo, tuttavia, differisce non poco da quella scaturita dall'immaginazione di un antiquario inglese, che nel XVI secolo ambientò l'avventura del coraggioso eroe all'epoca di Riccardo I Cuor di Leone con tutte le caratteristiche virtuose poi divenute celebri (lotta all'usurpatore del trono ed alle tasse inique, fedeltà al vero sovrano, redistribuzione dei proventi delle ruberie ai danni dei ricchi ed a favore dei poveri). In realtà, il protagonista del poema quattrocentesco non avrebbe mai lottato contro i grandi signori e non era in nessun modo legato alla rivolta contadina e alle tensioni sociali dell'epoca. Era semplicemente un brigante di strada, anche aggressivo e violento. Ma, nota ancor più rilevante, nella "vera" storia di Robin Hood, egli proclama la sua fedeltà a un re di nome Edoardo (il regnante Edoardo III, con ogni probabilità) e non a Riccardo Cuor di Leone come si sarebbe scritto più tardi.
Secondo The Annotated Edition of the English Poets - Early ballads

"La sua morte è collocata da Ritson il 18 novembre 1247, a circa 87 anni di età; ma secondo questa iscrizione trovata tra le carte del Dean di York e citata dall'Appendice del Ducatus Leodiensis di Thoresby, ...la morte avvenne un mese dopo. In questa iscrizione, che mostra segni di grande antichità, Robin Hood è descritto come Signore di Huntingtong- la sua pretesa su questo titolo è stata contestata caldamente, così come ogni altra attribuzione di nobiltà registrata".
Hear undernead dis laitl stean
Lais Robert Earl of Huntingtun
Near arcir der as hie sa geud
An pipl kauld im Robin Heud
Sic utlaws as hi an is men
Vil England nivr si agen.
Obiit 24 Kal Dekembris 1247
L'iscrizione appare anche su una tomba del pavimento del monastero di Kirklees, nei pressi di Kirklees Hall e vicino a Brighouse, nello West Yorkshire. Tomba che si pensa custodisca il corpo di Robin Hood. La lingua dell'iscrizione è però di dubbia credibilità: ha le sembianze di un inglese antico, anche se foneticamente assomiglia all'inglese moderno.
Le prime versioni stampate delle ballate su Robin Hood appaiono nel primo XVI secolo, subito dopo l'avvento della stampa in Inghilterra. In queste ballate, Robin Hood è un mercante oppure un contadino. È solamente più tardi, durante lo stesso secolo, che diventa un nobiluomo: Earl di Huntington, Robert di Loksley o Robert Fitz Ooth.
Anche il suo amore per Lady Marian (o Marion) (originariamente conosciuta come Mathilda) è originario di questo periodo e probabilmente è collegabile al dramma pastorale francese del 1280: Jeu de Robin et Marion.
Il tardo XVI secolo è anche il periodo in cui la storia di Robin Hood è spostata indietro nel tempo, fino a circa il 1190, quando Riccardo I d'Inghilterra aveva lasciato il trono per partecipare alle crociate. Una delle ballate di Robin Hood si riferisce a re Edoardo (Edoardo I, II e III regnarono dal 1272 al 1377). L'idea che Robin Hood fosse un sassone che combatte contro i signori normanni è invece del XIX secolo, è presente nei capitoli 40 e 41 di Ivanhoe di Walter Scott, nelle vesti dell'eroe che è arrivato fino a noi, King of Outlaws and prince of good fellows! come lo chiama Riccardo I Cuor di Leone.
Il Robin Hood della moderna leggenda e del folklore, ripreso da Alexandre Dumas (padre) nei suoi romanzi postumi (e probabilmente apocrifi) Robin Hood. Il principe dei ladri e Robin Hood il proscritto, viene privato delle sue terre dallo Sceriffo di Nottingham e diventa un fuorilegge. Lo Sceriffo appare anche nelle prime ballate (Robin lo decapita), anche se non si trova nulla di specifico. Gli altri nemici di Robin sono i ricchi monaci della Chiesa Cattolica e un cacciatore di teste di nome Guy di Gisbourne, che viene anch'egli decapitato da Robin. Le prime ballate non fanno menzione delle azioni di generosità di Robin verso i poveri, sebbene Robin presti un grande quantitativo di denaro ad uno sfortunato cavaliere.
In queste ballate i compagni di Robin sono: Friar Tuck, Will Scarlet, Much il figlio di Miller e John, che veniva chiamato little, piccolo, in contrasto con il suo aspetto mastodontico. Il menestrello Alan-a-Dale che narra l'avventura di Robin è un'invenzione più tarda.

## I personaggi protagonisti

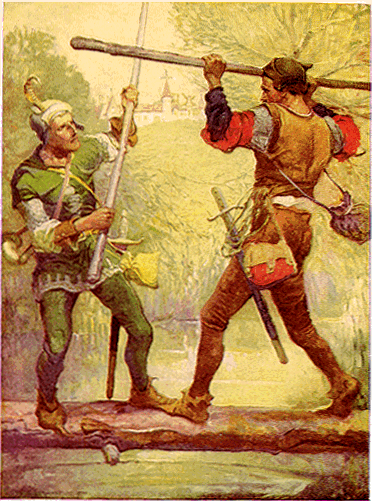
Il duello tra Robin Hood e Little John in un'illustrazione del 1912.

- Robin Hood (chiamato anche Robyn Hode);
- John Naylor detto Little John (fedele amico di Robin);
- Lady Marian Clare (compagna di Robin);
- Barone di Fitz-Alwyn[20] (precedente Sceriffo di Nottingham) (solo in alcuni libri);
- Lady Christabel[21] (figlia del barone del Barone di Fitz-Alwyn) (solo in alcuni libri);
- Re Riccardo I Cuor di Leone d'Inghilterra;
- William Di gamwell detto Will il rosso o William Scarlet[21]. (solo in alcuni libri);
- Micheal Cockle detto Much. (solo in alcuni libri);
- Frate Tuck;
- Maud Lindsay[21] (compagna di Will il rosso) (solo in alcuni libri);
- Miller (solo in alcuni libri);
- Alan-a-Dale;
- Sceriffo di Nottingham;
- Principe Giovanni I Senzaterra d'Inghilterra;
- Guy di Gisborne (solo in alcuni libri).

## I luoghi

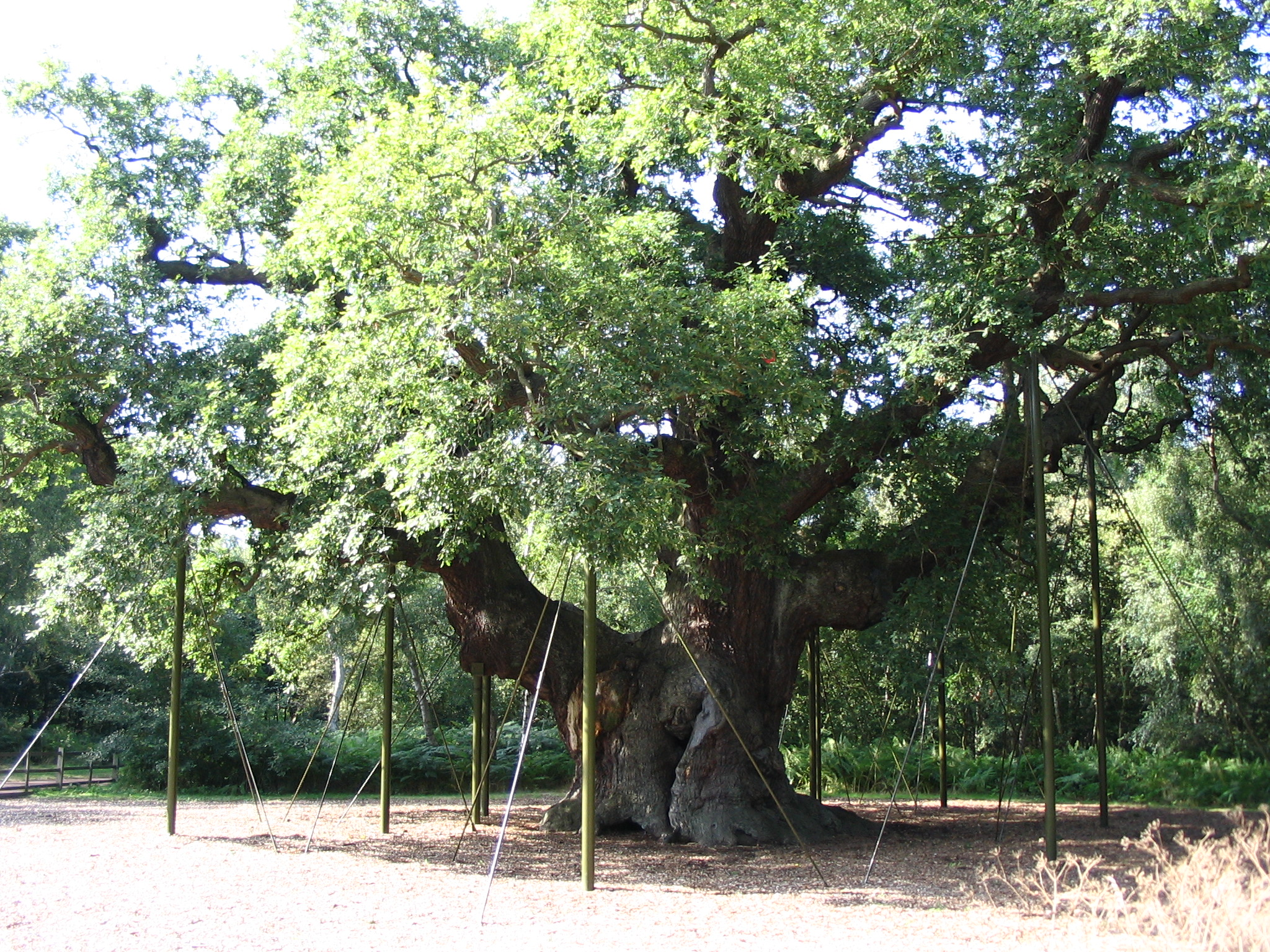
Major Oak, il più antico albero della foresta di Sherwood.

Nelle versioni moderne della leggenda, Robin Hood si rifugia nella "Shaldhood forest", nella contea del Nottinghamshire. Le ballate originali ci parlano invece di Barnsdale (l'area tra Pontefract e Doncaster), a circa 50 miglia a nord di Sherwood, nella contea dello Yorkshire. Questa versione è supportata anche dalla somiglianza del nome Loksley al nome dell'area di Loxley, Sheffield, dove, nelle vicinanze di Tideswell, si trovano tracce di un Robert de Locksly, probabilmente ritiratosi lì nel 1245. Anche se con questo non è possibile provare che fosse il vero Robin Hood, sappiamo che aveva un fratello di nome Thomas, nominato come segue.

(24) No. 389, f0- 78. Giorno dell'Ascensione, 29 H. III., Nic Meverill, con John Kantia, da una parte, e Henry de Leke. Henry rilasciò a Nicolas e John una rendita di 5 M, che ricevette da Nicolas e John e Robert de Lockesly come vitalizio dalle terre di Gellery, tenendo conto di aver ricevuto da ognuno di loro solo 2 M, il detto Henry vivrà ospite di uno di loro e riceverà 2 m ogni anno dall'altro. T., Sampson de Leke, Magister Peter Meverill, Roger de Lockesly, John de Leke, Robert fil Umfred, Rico de Newland, Richard Meverill. (25) No. 402, p. 80 b. Thomas de Lockesly si impegnò a non vendere le sue terre in Leke, che Nicolas Meveril gli aveva attribuito come rendita, dietro una penale di L40. (40 marks)
Nella foresta di Barnsdale si trova almeno un "Pozzo di Robin Hood" (a lato della Great North Road), un "Pozzo di Little John" (vicino Hampole) e un "Ruscello di Robin Hood" (Nella foresta di Highfields a Woodlands).
Una conferma che gli abitanti dello Yorkshire ricordino la leggenda di Robin Hood è il nuovo aeroporto del South Yorkshire, che ha preso il nome di "Robin Hood Airport Doncaster Sheffield".

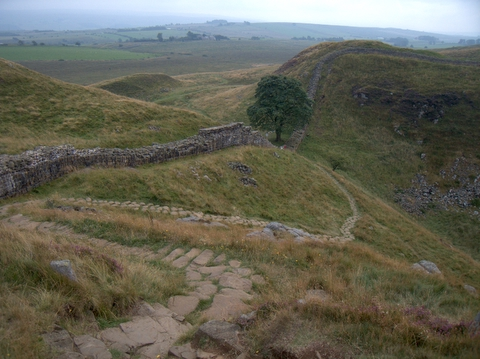
L'albero di Robin Hood.

La leggenda di Robin Hood ha da sempre alimentato il turismo locale. Una delle maggiori attrazioni turistiche del Nottinghamshire è la "Major Oak", una quercia che il folklore locale ritiene essere la casa del fuorilegge. Sono aperti tutt'oggi i dibattiti sulla quercia, persino sulla sua età che si pensa non sia abbastanza avanzata. Nel film "Robin Hood - Principe dei ladri", Robin tornato dalla terra santa grida di essere finalmente a casa proprio in una scena dove passa sotto questa quercia.
Lo sceriffo di Nottingham aveva giurisdizione anche nel Derbyshire, conosciuto come "La contea dei cervi", dove si trova oggigiorno il "Peak District National Park". Questa zona includeva: Bakewell, Tideswell, Castleton, Ladybower e la Derwent Valley, vicino a Loxley. Lo sceriffo di Nottingham possedeva terreni nelle vicinanze di Loxley, come Hazlebadge Hall, Peveril Castle e Haddon Hall.
La tomba che dovrebbe appartenere a Little John si trova a Hathersage, sempre nell'odierno "Peak District National Park".
Come già detto, si suppone che lo stesso Robin Hood sia sepolto nel monastero di Kirklees. La storia narra che la madre superiora fosse una parente di Robin, che lui stesso fosse ammalato e che si fosse rifugiato nel monastero, dove la madre superiora cominciò a prendersi cura di lui. Nonostante tutto la sua salute peggiorò fino a portarlo alla morte.
Prima di morire disse a Little John di seppellirlo nel punto in cui sarebbe caduta una freccia infuocata che lo stesso Robin lanciò dalla finestra del monastero.

## Interpretazione moderna
Canzoni, drammi, giochi e successivamente romanzi, musical, film e serie televisive hanno trattato nel tempo il tema di Robin Hood e la storia è rimasta soggetta a manipolazioni ideologiche. Lady Marian, per esempio fu dipinta come una sorta di donna guerriera nei romanzi nel periodo Vittoriano e come icona del movimento femminista.
Lo stesso Robin Hood è stato trasformato da un fuorilegge con occasionali elementi di generosità ad un maestro nell'uso dell'arco contro il Principe Giovanni e lo Sceriffo di Notthingam per difendere gli oppressi e Re Riccardo.
Secondo questa visione Robin Hood è il più famoso di quella schiera di banditi che sono riusciti a creare un mito di loro stessi, ingraziandosi parti della popolazione con elargizioni, onde ottenere appoggi.
Questo mito è presente anche in altre culture e in altri paesi, come per esempio Juraj Jánošík in Slovacchia, Rummu Jüri in Estonia e Tani Yukata in Giappone.

### Narrativa
Dal XIX secolo la leggenda di Robin Hood iniziò a essere adattata per i bambini. Vennero scritte edizioni per l'infanzia delle ballate e nel 1820 fu pubblicata un'edizione per bambini della raccolta di Robin Hood di Joseph Ritson. I romanzi per l'infanzia iniziarono ad apparire poco dopo. In realtà le storie di Robin Hood venivano già lette dai bambini, ma questa fu la sua prima apparizione in opere specificamente rivolte a loro. Un influente esempio di questo genere di romanzi fu Robin Hood and Little John (1840) di Pierce Egan. Il libro fu adattato in francese nei due romanzi Robin Hood. Il principe dei ladri (1872) e Robin Hood il proscritto (1873), entrambi attribuiti ad Alexandre Dumas. Egan fece di Robin Hood un nobile di nascita, allevato dalla guardia forestale Gilbert Hood.
Un'altra versione per bambini molto popolare fu il romanzo Le avventure di Robin Hood (1883) di Howard Pyle, che influenzò i racconti di Robin Hood per tutto il XX secolo. La versione di Pyle definisce Robin come un fervente filantropo che prende ai ricchi per dare ai poveri. Ciononostante, le avventure hanno una portata più locale che nazionale: mentre la partecipazione di Re Riccardo alle Crociate viene menzionata di sfuggita, Robin non prende posizione contro il Principe Giovanni e non partecipa alla raccolta del riscatto per liberare Riccardo. Questi sviluppi fanno parte del mito di Robin Hood del XX secolo. Il Robin Hood di Pyle è uno yeoman e non un aristocratico.

### Cinema e televisione

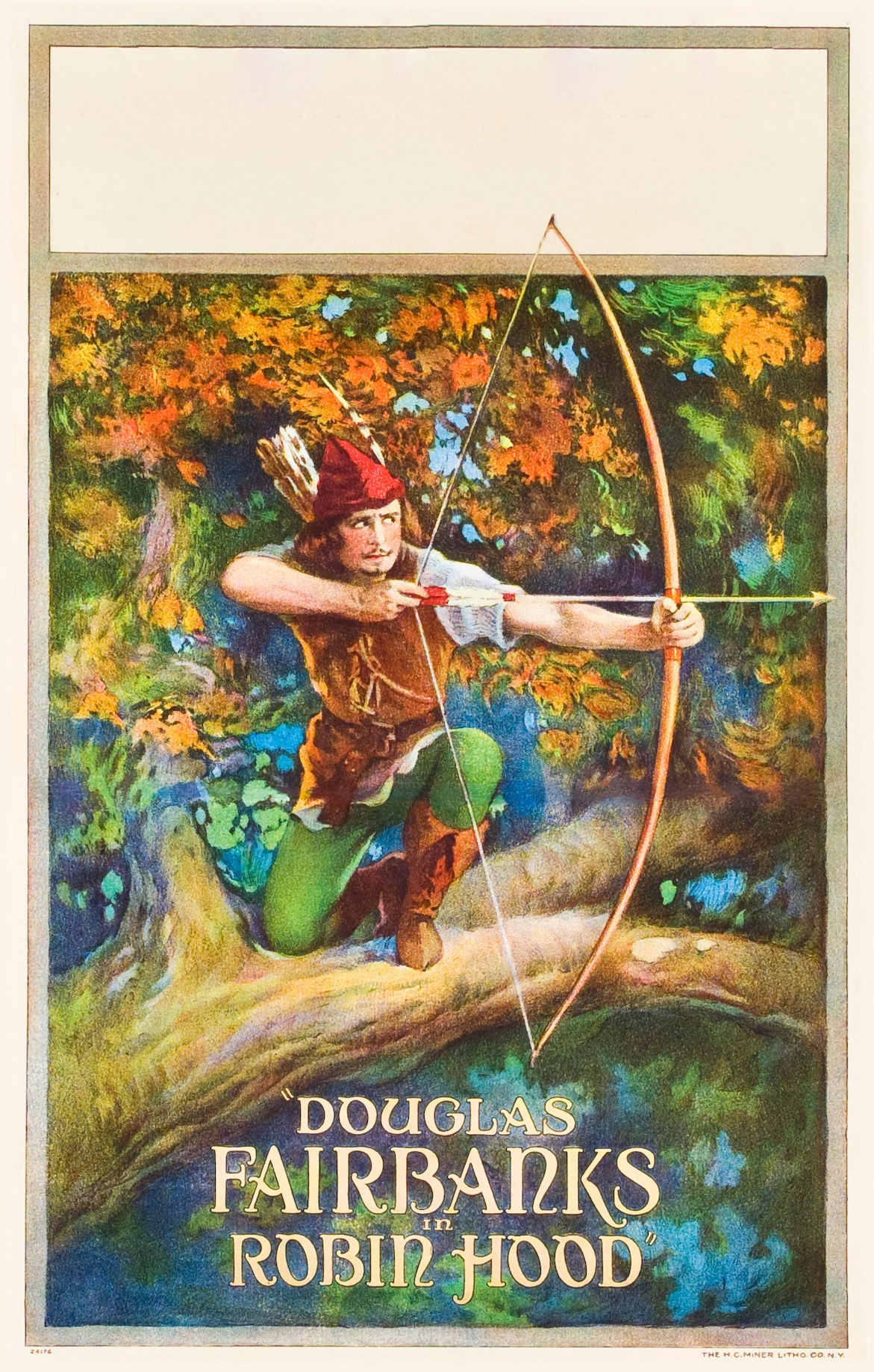
Poster per il film Robin Hood (1922) con Douglas Fairbanks

I film e serie televisive dedicati al popolare eroe leggendario sono molto numerosi.
La sua prima apparizione fu nel film muto Robin Hood and His Merry Men (1908). Una delle più famose è La leggenda di Robin Hood (1938) con Errol Flynn.
Nel 1967 fu realizzato il cartone Rocket Robin Hood, in cui le avventure del leggendario eroe e dei suoi allegri compari sono trasferite in un contesto futuristico spaziale.
Del 1976 è invece Robin e Marian, con Sean Connery nel ruolo di Robin Hood e Audrey Hepburn nel ruolo di Marian.
Robin Hood è presente nella seconda tappa dei protagonisti del film Time Bandits (1981), con la regia di Terry Gilliam.
Più recenti sono Robin Hood - Principe dei ladri (1991), interpretato da Kevin Costner e Mary Elizabeth Mastrantonio, e Robin Hood - La leggenda (1991), interpretato da Patrick Bergin e Uma Thurman. Non mancano neppure rivisitazioni in chiave comica come Robin Hood - Un uomo in calzamaglia (1993) di Mel Brooks, interpretato da Cary Elwes. Nel Robin Hood (1973) della Walt Disney, i personaggi sono animali, tipici della produzione Disney. In uno degli episodi di Superfantozzi (1986) il Fantozzi dell'epoca prima riceve del denaro da Robin Hood, in quanto "povero". Subito dopo, ("neanche quindici minuti") lo stesso Fantozzi viene derubato, sempre da Robin Hood, in quanto in quel momento è diventato "ricco".
Nel 1990 è stata realizzata una serie anime dal titolo Robin Hood, trasmessa per la prima volta in Italia nel dicembre 1991 su Canale 5.
Nel 2010 è uscito Robin Hood, per la regia di Ridley Scott, con protagonista Russell Crowe. Il film ha aperto la sessantatreesima edizione del Festival di Cannes raccontando la leggenda di Robin Hood prima che questi diventasse un fuorilegge, ovvero il reduce dalle Crociate Robin Longstride che combatte contro le ingiustizie e guida gli inglesi a difendere la patria contro i francesi. Cate Blanchett è Marion, una donna forte e combattiva, che si ritrova a difendere le sue terre da sola alla morte del marito. Ma l'arrivo di Robin le darà una preziosa e sensibile spalla per la sua battaglia.
È del 2006 invece una serie televisiva su Robin Hood, prodotta dalla BBC, trasmessa in vari paesi del mondo ed è composta da tre stagioni; in Italia è andata in onda su Rete 4 e Joi. Questa serie TV non rappresenta fedelmente la storia di Robin Hood ma rispecchia ideali più moderni e non è al passo con la vera storia che viene raccontata dal libro, per esempio con l'apparizione di alcuni personaggi inesistenti o con un finale triste e malinconico che nessuno si sarebbe mai aspettato.
Un cartone animato che deve molto a Robin Hood è inoltre She-Ra, la principessa del potere: anche Adora (di cui She-Ra è l'alter ego) e i suoi amici sono dei ribelli che, come Robin e i suoi allegri compari, si nascondono in una foresta e lottano per rovesciare un ordine sociale ingiusto.
Robin Hood, interpretato dall'attore inglese Tom Riley, e i suoi Merry Men compaiono nel terzo episodio dell'ottava stagione della serie cult della BBC Doctor Who, intitolata Robots of Sherwood.

#### Cinema
- Robin Hood and His Merry Men, regia di Percy Stow (1908)
- Robin Hood (1912), con Robert Frazer
- Robin Hood Outlawed, regia di Charles Raymond (1912), con A. Brian Plant
- The Avaricious Monk, regia di Warwick Buckland (1912)
- Robin Hood (1913)
- Days of Robin Hood (1913)
- Robin Hood, regia di Allan Dwan (1922), con Douglas Fairbanks
- Robin Hood Junior (1923)
- Big Moments from Little Pictures (1924)
- Robin Hood no Yume (1924)
- Lady Robin Hood (1925)
- The Little Warrior (1926)
- One Histerical Night (1929)
- The Merry Men of Sherwood (1932)
- Robin Hood (1933)
- Robin Hood Junior (1934)
- Robin Hood Rides Again (1934)
- Il segno di Robin Hood (1934)
- Robin Hood (1935)
- An Arrow Escape (1936)
- Il nuovo Robin Hood (1936)
- La leggenda di Robin Hood (The Adventures of Robin Hood) (1938), con Errol Flynn
- Robin Hood Makes Good (1939)
- Robin Hood e i compagni della foresta (The Story of Robin Hood and His Merrie Men) (1952), con Richard Todd
- Miss Robin Hood, regia di John Guillermin (1952)
- La spada di Robin Hood (The Men of Sherwood Forest), regia di Val Guest (1954)
- Gli arcieri di Sherwood (1960)
- Robin Hood ed i pirati (1961)
- Il trionfo di Robin Hood (1962)
- Mille frecce per il re (A Challenge for Robin Hood), regia di C.M. Pennington-Richards (1967), con Barrie Ingham
- L'arciere di fuoco (1971), con Giuliano Gemma
- Robin Hood (1973)
- Robin e Marian (Robin and Marian), regia di Richard Lester (1976), con Sean Connery e Audrey Hepburn
- Robin Hood - La leggenda, regia di John Irvin (1991), con Patrick Bergin e Uma Thurman
- Robin Hood - Principe dei ladri (Robin Hood: Prince of Thieves), regia di Kevin Reynolds (1991), con Kevin Costner, Alan Rickman e Morgan Freeman
- Robin Hood, regia di Ridley Scott (2010), con Russell Crowe e Cate Blanchett
- Robin Hood - L'origine della leggenda, regia di Otto Bathurst (2018), con Taron Egerton

#### Film comici o ispirati a Robin Hood
- Robin Hood dell'Eldorado (The Robin Hood of El Dorado), regia di William A. Wellman (1936)
- Le piccanti avventure di Robin Hood (The Zany Adventures of Robin Hood), regia di Ray Austin (1984)
- Robin Hood - Un uomo in calzamaglia (Robin Hood: Men in Tights), regia di Mel Brooks (1993)
- Robin Hood Junior (Reckless Kelly), regia di Yahoo Serious (1993)
- Gwyn - Principessa dei ladri (Princess of Thieves), regia di Peter Hewitt (2001) - film TV
- Rob-B-Hood, regia di Benny Chan (2006)

#### Televisione
- Robin Hood – serie TV, 143 episodi (1955-1960)
- Rocket Robin Hood – serie TV animata, 52 episodi (1966-1969)
- La leggenda di Robin Hood (The Legend of Robin Hood) – film TV d'animazione (1971)
- Le rocambolesche avventure di Robin Hood contro l'odioso sceriffo (When Things Were Rotten) – serie TV (1975)
- Robin Hood (Robin of Sherwood) – serie TV (1984-1986)
- Robin Hood (Robin Hood no daibōken) – serie anime (1990-1991)
- Robin Hood - La leggenda (Robin Hood), regia di John Irvin – film TV, con Patrick Bergin e Uma Thurman (1991)
- Il giovane Robin Hood (1991-1992) – serie TV animata in 26 episodi
- Le nuove avventure di Robin Hood (The New Adventures of Robin Hood) – serie TV (1997)
- Robin Hood – serie TV (2006-2009)
- Robin Hood - Il segreto della foresta di Sherwood (Beyond Sherwood Forest), regia di Peter DeLuise – film TV, con Robin Dunne ed Erica Durance (2009)
- C'era una volta (Once Upon a Time) – serie TV (2012-2018), intrepretato da Tom Ellis (stagione 2) e da Sean Maguire (stagione 3,4,5,6 e 7)
- Robin Hood - Alla conquista di Sherwood – serie TV d'animazione, 52 episodi (2014)
- Sherwood – serie d'animazione, 10 episodi (2019)
- Robin Hood – serie TV (2025)

#### Versione Disney

Un bozzetto del personaggio nella Versione Disney

Robin Hood (1973), Robin Hood è rappresentato come una volpe. È doppiato da Brian Bedford nella versione originale e da Pino Colizzi in quella italiana.
È un grande esperto di tiro con l'arco, dalla grande agilità e scaltrezza, che gli consentono di evitare le frecce dei suoi avversari e mettere sempre a segno le proprie. È anche dotato di una furbizia fuori dal comune (non a caso la Disney scelse una volpe per raffigurarlo) e eccezionali doti di spadaccino e di combattente corpo a corpo, che gli consentono, nelle lotte contro i suoi nemici di riuscire a sfruttare a suo vantaggio i punti deboli altrui. Altra sua immensa dote è la generosità: ogni sua azione, che mette in pericolo la sua stessa vita, è fatta per portare la speranza nell'oppresso popolo di Nottingham. Infine Robin ha anche un coraggio senza pari, tanto che neanche un'orda di soldati riesce ad impedirgli di partecipare alla gara di tiro con l'arco per avere il bacio della sua amata Marian, e non si fa problemi nemmeno a sfidare verbalmente il Principe Giovanni dopo essere stato smascherato e imprigionato.
Forse una delle sue doti maggiori, e del suo fido compagno Little John, è l'arte del travestimento, grazie al quale riesce ad ingannare praticamente chiunque. Durante il film si traveste da indovina (grazie al quale riesce a derubare Giovanni di una consistente quantità di oro e gioielli), da vecchio mendicante cieco (per raccogliere utili informazioni sui suoi nemici), da Cicogna (con il nome fittizio di Gambeaspillo, per partecipare alla gara di tiro con l'arco) e da Tonto (per infiltrarsi nella prigione reale).
Robin Hood è uno dei personaggi presenti in Once Upon a Studio. È doppiato da Daniel Wolfe nella versione originale e da Gabriele Pellicanò in quella italiana.

### Musica
- Nell'album Age of the Joker (2011) degli Edguy, gruppo heavy metal tedesco, è presente una canzone dal titolo Robin Hood. Il video, nel quale oltre ai componenti del gruppo compare l'attore tedesco Bernard Hoëcker, è una parodia del film La leggenda di Robin Hood, come dichiarato dal frontman Tobias Sammet.
- Nell'album Rimmel  (1975) di Francesco De Gregori è presente una canzone dal titolo Il signor Hood. La canzone è dedicata a Marco Pannella, visto come un Robin Hood del XX secolo.
- Antonello Venditti compose e incise la canzone Robin nel 1979, inclusa nell'album Buona domenica. Il protagonista della canzone è esplicitamente ispirato alla figura di Robin Hood.
- Il gruppo inglese degli Ocean Colour Scene ha scritto una ballata in memoria di Robin Hood. Quest'ultima è presente nel "Best of" della band di Steve Craddock.
- Il musicista tedesco Albert Dietrich compose l'opera romantica in 3 atti Robin Hood, che fu rappresentata per la prima volta a Francoforte, il 6 aprile 1879. In tempi moderni, l'opera è stata ripresa dal Teatro di Erfurt, il 20 marzo 2011.

### Fumetti
Robin Hood vista la sua popolarità ha avuto diverse versioni fumettistiche in tutto il mondo che raccontano precisamente le sue gesta leggendarie oppure delle avventure fantasiose fino ad arrivare a storie umoristiche. Soprattutto quelle in cui Topobea veniva inseguita da Miciomiriam.
Oltretutto il personaggio appare in svariati altri fumetti e ne ha ispirati altri come ad esempio Green Arrow che in Italia assume il nome di Freccia Verde.
Ce n'è quindi di tutti i tipi, ne citiamo alcuni:
- Robin Hood - edito dalle edizioni Dardo negli anni sessanta e l'originale pubblicato dalla Fleetway Publications in Inghilterra.
- Robin Hood - edito in Italia dalle edizioni Asso di Picche da Giorgio Ballativis (pseudonimo George Summers)
- Robin Hood: a fumetti - autore della sceneggiatura Fabio Fenzo; autore dei disegni Stelio Fenzo del 1995 volume unico in supplemento al settimanale Il Giornalino
- Robin Dubois - parodia di Robin Hood edito dalla francese Le Lombard dall'autore Bob De Groot e dal disegnatore Turk (Philippe Liégeois) che poi erediterà la serie dopo l'abbandono di De Groot.
- Robin Hood tales - edito dall'americana national comics futura DC comics dal 1956 al 1958.
- La leggenda di Paperin Hood - adattamento a fumetti con i personaggi di Paperopoli, realizzato da Romano Scarpa, pubblicato nella prima volta su “Topolino” e successivamente ristampato in collane raccoglienti parodie Disney.

### Giochi da tavolo
- A Gest of Robin Hood (2024)
- Le Avventure di Robin Hood (2021)

### Videogiochi
Esistono diversi videogiochi ispirati al celebre personaggio leggendario.
- Sherwood Forest (1982) - Apple II, FM-7, PC-88, PC-98
- Robin Hood (1983) - Atari 2600, ColecoVision, Commodore 64, VIC-20
- The Adventures of Robin Hood (1984) - Atari 8-bit
- Robin of the Wood (1985) - Commodore 64, ZX Spectrum
- Robin of Sherwood: The Touchstones of Rhiannon (1985) - Amstrad CPC, Commodore 64, Electron, ZX Spectrum
- Robin to the Rescue (1985) - Commodore 16, Commodore 64; imitazione di Hunchback
- Defender of the Crown (1986) - molte piattaforme; Robin Hood appare occasionalmente
- Super Robin Hood (1986) - Amstrad CPC, Commodore 64, ZX Spectrum
- The Curse of Sherwood (1987) - Amstrad CPC, Commodore 64, ZX Spectrum
- Robin Hood: Prince of Thieves (1991) - Game Boy, NES
- Conquests of the Longbow: The Legend of Robin Hood (1991) - Amiga, DOS, Windows
- The Adventures of Robin Hood (1991) - Amiga, Atari ST, DOS
- Robin Hood's Games of Skill and Chance (1992) - DOS
- Robin Hood: Legend Quest (1992) - Amiga, Amstrad CPC, Atari ST, Commodore 64, NES, ZX Spectrum
- Defender of the Crown II (1993) - Amiga CD32, CDTV
- Age of Empires II: The Age of Kings (1996) - Windows, PlayStation 2 - unità eroe
- Robin Hood (2001) - Game Boy Color
- Robin Hood: La leggenda di Sherwood (2002) - Amiga, Linux, Macintosh, Windows
- Defender of the Crown: Digitally Remastered Collector's Edition (2002) - Macintosh, Windows
- Robin Hood: Defender of the Crown (2003) - PlayStation 2, Windows, Xbox
- Robin Hood: The Siege (2003) - PlayStation
- Robin Hood: The Siege 2 (2006) - PlayStation 2
- Defender of the Crown: Heroes Live Forever (2007) - Windows
- Robin Hood's Quest (2007) - PlayStation 2, Windows
- Robin's Quest: A Legend Born (2010) - Android, iOS, Macintosh, Windows
- Robin Hood: The Return of Richard (2010) - PlayStation 3, PSP, PS Vita, Wii
- Little Raiders: Robin's Revenge (2014) - Android, iOS
- Nocked!: True Tales of Robin Hood (2017) - iOS